# Simning vid världsmästerskapen i simsport 2024 – Herrarnas 200 meter medley
Herrarnas 200 meter medley vid världsmästerskapen i simsport 2024 avgjordes mellan den 14 och 15 februari 2024 i Aspire Dome i Doha i Qatar.
Kanadensiske Finlay Knox tog guld efter ett lopp på 1 minut och 56,64 sekunder. Silvret togs av amerikanske Carson Foster och bronset togs av italienske Alberto Razzetti.

## Rekord
Inför tävlingens start fanns följande världs- och mästerskapsrekord:
|                   | Namn        | Nation | Tid     | Ort            | Datum        |
| ----------------- | ----------- | ------ | ------- | -------------- | ------------ |
| Världsrekord      | Ryan Lochte | USA    | 1.54,00 | Shanghai, Kina | 28 juli 2011 |
| Mästerskapsrekord | Ryan Lochte | USA    | 1.54,00 | Shanghai, Kina | 28 juli 2011 |

## Resultat

### Försöksheat
Försöksheaten startade den 14 februari klockan 10:16.
| Placering | Heat | Bana | Namn                    | Nationalitet     | Tid     | Noteringar |
| --------- | ---- | ---- | ----------------------- | ---------------- | ------- | ---------- |
| 1         | 3    | 3    | Jérémy Desplanches      | Schweiz          | 1.58,17 | 0Q0        |
| 2         | 3    | 5    | Daiya Seto              | Japan            | 1.58,26 | 0Q0        |
| 3         | 3    | 4    | Carson Foster           | USA              | 1.58,71 | 0Q0        |
| 4         | 3    | 6    | Riki Abe                | Japan            | 1.59,48 | 0Q0        |
| 4         | 5    | 3    | Finlay Knox             | Kanada           | 1.59,48 | 0Q0        |
| 6         | 4    | 6    | Gabriel Lopes           | Portugal         | 1.59,80 | 0Q0        |
| 7         | 5    | 7    | Zhang Zhanshuo          | Kina             | 1.59,87 | 0Q0        |
| 8         | 5    | 4    | Duncan Scott            | Storbritannien   | 1.59,91 | 0Q0        |
| 9         | 5    | 5    | Alberto Razzetti        | Italien          | 2.00,14 | 0Q0        |
| 10        | 4    | 3    | Matthew Sates           | Sydafrika        | 2.00,28 | 0Q0        |
| 11        | 5    | 6    | Lewis Clareburt         | Nya Zeeland      | 2.00,37 | 0Q0        |
| 12        | 4    | 2    | Balázs Holló            | Ungern           | 2.00,40 | 0Q0        |
| 13        | 4    | 4    | Shaine Casas            | USA              | 2.00,46 | 0Q0        |
| 14        | 3    | 2    | Lorne Wigginton         | Kanada           | 2.00,63 | 0Q0        |
| 15        | 5    | 1    | Jaouad Syoud            | Algeriet         | 2.01,13 | 0Q0        |
| 16        | 3    | 7    | Kim Min-suk             | Sydkorea         | 2.01,52 | 0Q0        |
| 17        | 3    | 8    | Anže Ferš Eržen         | Slovenien        | 2.01,71 |            |
| 18        | 3    | 9    | Robert-Andrei Badea     | Rumänien         | 2.01,78 |            |
| 19        | 3    | 1    | Vadym Naumenko          | Ukraina          | 2.01,87 |            |
| 20        | 4    | 5    | Hugo González           | Spanien          | 2.02,10 |            |
| 21        | 5    | 8    | Miroslav Knedla         | Tjeckien         | 2.02,44 |            |
| 22        | 2    | 3    | Richard Nagy            | Slovakien        | 2.02,89 |            |
| 23        | 2    | 5    | Munzer Kabbara          | Libanon          | 2.03,31 |            |
| 24        | 4    | 1    | Wang Hsing-hao          | Kinesiska Taipei | 2.03,85 |            |
| 25        | 2    | 4    | Daniil Pancerevas       | Litauen          | 2.04,16 |            |
| 26        | 4    | 8    | Erick Gordillo          | Ghana            | 2.04,34 |            |
| 27        | 4    | 0    | Trần Hưng Nguyên        | Vietnam          | 2.04,75 |            |
| 28        | 2    | 2    | Jarod Arroyo            | Puerto Rico      | 2.04,83 |            |
| 29        | 5    | 0    | Tomas Peribonio         | Ecuador          | 2.04,97 |            |
| 30        | 2    | 7    | Tan Khai Xin            | Malaysia         | 2.05,08 |            |
| 31        | 2    | 6    | Ronan Wantenaar         | Namibia          | 2.05,16 |            |
| 32        | 5    | 9    | José Martínez           | Mexiko           | 2.05,21 |            |
| 33        | 3    | 0    | Patrick Groters         | Aruba            | 2.05,59 |            |
| 34        | 2    | 8    | Simon Bachmann          | Seychellerna     | 2.07,85 |            |
| 35        | 1    | 4    | Filipe Gomes            | Malawi           | 2.12,53 |            |
| 36        | 4    | 9    | Dulyawat Kaewsriyong    | Thailand         | 2.14,64 |            |
| 37        | 2    | 0    | Caio Lobo               | Moçambique       | 2.15,55 |            |
| –         | 4    | 7    | Andreas Vazaios         | Grekland         | 0DNS0   | 0DNS0      |
| –         | 5    | 2    | Carles Coll Martí       | Spanien          | 0DNS0   | 0DNS0      |
| –         | 1    | 3    | Josh Kirlew             | Jamaica          | 0DSQ0   | 0DSQ0      |
| –         | 1    | 5    | Isaiah Aleksenko        | Nordmarianerna   | 0DSQ0   | 0DSQ0      |
| –         | 2    | 1    | Esteban Nuñez del Prado | Bolivia          | 0DSQ0   | 0DSQ0      |

### Semifinaler
Semifinalerna startade den 14 februari klockan 20:29.
| Placering | Heat | Bana | Namn               | Nationalitet   | Tid     | Noteringar |
| --------- | ---- | ---- | ------------------ | -------------- | ------- | ---------- |
| 1         | 2    | 5    | Carson Foster      | USA            | 1.57,13 | 0Q0        |
| 2         | 2    | 1    | Shaine Casas       | USA            | 1.57,62 | 0Q0        |
| 3         | 1    | 6    | Duncan Scott       | Storbritannien | 1.57,83 | 0Q0        |
| 4         | 1    | 4    | Daiya Seto         | Japan          | 1.57,85 | 0Q0        |
| 5         | 2    | 2    | Alberto Razzetti   | Italien        | 1.58,21 | 0Q0        |
| 6         | 2    | 3    | Finlay Knox        | Kanada         | 1.58,50 | 0Q0        |
| 7         | 2    | 7    | Lewis Clareburt    | Nya Zeeland    | 1.58,59 | 0Q0        |
| 8         | 2    | 6    | Zhang Zhanshuo     | Kina           | 1.58,98 | 0Q0        |
| 9         | 2    | 4    | Jérémy Desplanches | Schweiz        | 1.59,08 |            |
| 10        | 1    | 5    | Riki Abe           | Japan          | 1.59,60 |            |
| 11        | 2    | 8    | Jaouad Syoud       | Algeriet       | 2.00,11 |            |
| 12        | 1    | 3    | Gabriel Lopes      | Portugal       | 2.00,27 |            |
| 13        | 1    | 1    | Lorne Wigginton    | Kanada         | 2.00,32 |            |
| 14        | 1    | 7    | Balázs Holló       | Ungern         | 2.00,39 |            |
| 15        | 1    | 8    | Kim Min-suk        | Sydkorea       | 2.00,75 |            |
| 16        | 1    | 2    | Matthew Sates      | Sydafrika      | 2.01,21 |            |

### Final
Finalen startade den 15 februari klockan 20:03.
| Placering | Bana | Namn             | Nationalitet   | Tid     | Noteringar |
| --------- | ---- | ---------------- | -------------- | ------- | ---------- |
| 1         | 7    | Finlay Knox      | Kanada         | 1.56,64 |            |
| 2         | 4    | Carson Foster    | USA            | 1.56,97 |            |
| 3         | 2    | Alberto Razzetti | Italien        | 1.57,42 |            |
| 4         | 6    | Daiya Seto       | Japan          | 1.57,54 |            |
| 5         | 5    | Shaine Casas     | USA            | 1.57,73 |            |
| 6         | 3    | Duncan Scott     | Storbritannien | 1.57,75 |            |
| 7         | 1    | Lewis Clareburt  | Nya Zeeland    | 1.58,66 |            |
| 8         | 8    | Zhang Zhanshuo   | Kina           | 1.59,17 |            |